# Panopticum (band)
Panopticum is een Belgische progressieve-rockband uit Ieper. De band werd in 1997 opgericht door Tim Coulembier (gitaar, zang), Christophe Patyn (basgitaar) en Björn Dekock (drums). Zij zijn allen klassiek geschoold. Hun liefde voor progrock ontstond in 1992 toen Dream Theater het album Images And Words uitbracht. De muzikale denkwijze van Panopticum werd beïnvloed door Rush, Genesis, Liquid Tension Experiment, Yes en Frank Zappa.

## Rights of the Firstborn
In 1999, toen de eerste optredens plaatsvonden, werd al snel duidelijk dat Panopticum behoefte had aan extra muzikanten. Mattie Archie (gitaar) voegde zich bij de band en Isaac Delahaye nam vanaf 2000 de zang voor zijn rekening.
In augustus 2000 werd hun debuutalbum Rights of the Firstborn opgenomen. Het album bevat acht songs waaronder Invisible Arrows en The Power of Silence. Tijdens een albumvoorstelling ontmoetten de bandleden Dieter Cailliau, die Panopticum later aanvulde als pianist. Andere optredens volgden. Panopticum werd gedraaid op Belgische radiozenders als Pure FM en Classic 21.
Na de toevoeging van bassist Olivier Vanbetsbrugge aan de band kreeg de band meer aandacht van de pers, wat resulteerde in interviews voor Rock Fm (Gent), Prog Resiste, DPRP en andere. Delahaye verliet de band - hij voegde zich in 2009 bij Epica - en Coulembier nam de zang over.

## Reflection
Het tweede album van Panopticum, Reflection, verscheen in 2004. Het album bevat de single Say No More en de nummers Where Does it Lead to en Restless. Shari Platteeuw werd in ijltempo klaargestoomd om de vocals in te zingen. Na de opnames werd ze een volwaardig bandlid. Bassist Vanbetsbrugge haakte af, waardoor Archie en Coulembier de baspartijen onder elkaar verdeelden en inspeelden. Na de opnames werden alle nummers licht aangepast zodat Coulembier permanent bas kon spelen. Waar nodig werden de extra harmonieën opgevangen door complexere gitaararrangementen en baslijnen of meer vingers op het keyboard.
Ook voor Reflection heeft Panopticum zich laten beïnvloeden door andere de muziek van Dream Theater en Yes. In Brazilië werd Panopticum onder de revelaties van 2005 geplaatst en werd Say No More een undergroundhit. In Argentinië haalde het album positie 1 in de Encrucijada top 10.
Het nummer Say No More verscheen als openingsnummer op A Taste of Belgium, een verzamelaar met progressieve rockmuziek uit België.
Op 10 en 17 december 2006 speelde de band in de concertzaal Spirit of 66 in Verviers. Panopticum speelde er naast andere progrockbands waaronder het Belgische Quantum Fantay.

## Discografie
- Rights of the Firstborn (2000)
- Reflection (2004)